# Szczelina oczodołowa dolna

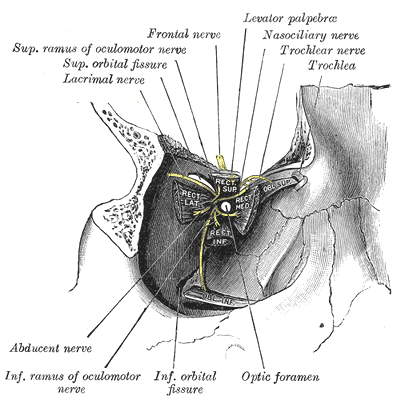
Prawy oczodół. Szczelina oczodołowa dolna podpisana Inf. orbital fissure w dolnej części rysunku

Szczelina oczodołowa dolna (łac. fissura orbitalis inferior) – w anatomii człowieka szczelinowata przestrzeń łącząca oczodół z innymi przestrzeniami twarzoczaszki. Zamknięta jest ona (podobnie jak szczelina oczodołowa górna) tkanką łączną oraz okostną, a struktury przechodzące przez nią przebijają łącznotkankowe zamknięcie zmierzając do oczodołu. Szczelina oczodołowa dolna jest nieregularnego kształtu. Leży ona na granicy ściany bocznej i dolnej oczodołu. W części górno-bocznej ogranicza ją skrzydło większe kości klinowej, a od dołu i części przyśrodkowej powierzchnia oczodołowa szczęki. Ponadto przyśrodkowo łączy się ona z dołem skrzydłowo-podniebiennym, a bocznie z dołem podskroniowym.

## Zawartość
Szczelina oczodołowa dolna zawiera następujące elementy anatomiczne:
- naczynia podoczodołowe (żyła oraz tętnica),
- gałąź dolna żyły ocznej dolnej[4],
- gałęzie nerwu szczękowego:
  - nerw jarzmowy,
  - nerw podoczodołowy,
- gałązki oczodołowe od zwoju skrzydłowo-podniebiennego.